# Шебалин, Михаил Петрович
Михаи́л Петро́вич Шеба́лин (27 мая 1857, деревня Новосёлки, Казанская губерния — 24 февраля 1937, Москва) — русский революционер, народоволец.

## Биография
Родился в 1857 г. в деревне Новосёлки Лаишевского уезда Казанской губернии в дворянской семье. Учился в Каменец-Подольской гимназии. В старших классах гимназии организовал кружок самообразования. В 1878 г. окончил гимназию и поступил в Петербургский университет на физико-математический факультет. Участвовал в студенческом движении, лично знал А. И. Желябова, Т. М. Михайлова, И. И. Гриневицкого.
Участвовал в деятельности Красного креста «Народной воли». В 1882 г. окончил университет. Тогда же познакомился с П. Ф. Якубовичем. В 1883 г. был руководителем тайной народовольческой типографии и хозяином квартиры, в которой она находилась. В ней печатались № 1 и 2 «Листка Народной воли» 1883 г., прокламации «Каторга и пытка в Петербурге в 1883 г.», «От мёртвых к живым», «И. С. Тургенев». Прокламацию, посвящённую И. С. Тургеневу, написал П. Ф. Якубович. Участвовал в петербургском совещании народовольцев 17 — 19 октября 1883 г., на котором были впервые высказаны основные положения программы Молодой партии «Народной воли», написанной П. Ф. Якубовичем в январе 1884 г., и избрана временная центральная группа в составе Н. А. Караулова, К. А. Степурина, С. П. Дегаева и С. А. Росси. В начале ноября 1883 г. по предложению петербургского комитета «Народной воли» выехал в Москву с целью организации типографии. После убийства жандармского полковника Г. П. Судейкина уехал в Киев. Восстановил киевскую организацию «Народной воли», организовал типографию и паспортный стол. В типографии работали В. В. Шулепникова, К. Ф. Мартынов, В. С. Панкратов, П. Г. Дашкевич. В ней должна была печататься газета «Социалист». После приезда в Киев П. Ф. Якубовича присоединился к Молодой партии «Народной воли». Признавал её программу, но стремился к соглашению с Центральной группой, поддерживал дружеские отношения с её представителем В. А. Карауловым.
Арестован в ночь с 3 на 4 марта 1884 г. 12 ноября 1884 г. по делу 12 народовольцев приговорён к 12 годам каторги. Каторгу отбывал в Шлиссельбургской крепости. В 1896 г. был переведён на поселение в Якутию.
В 1906 г. вернулся в Центральную Россию, жил в Нижнем Новгороде и в Твери, приезжал в Петербург и в Москву. Поддерживал связь с партией эсеров, хотя формально не входил в неё. В начале 1909 г. уехал в Петербург, работал помощником заведующего «Подвижным музеем учебных пособий».
В августе 1909 г. был арестован по доносу провокатора З. Ф. Жученко-Гернгросс и сослан на 2 года в Архангельскую губернию. После окончания срока ссылки уехал в Степной край, жил в Павлодаре и Омске, служил уполномоченным Богословского Горнозаводского Общества.
Революцию 1917 года встретил в Астрахани, где служил уполномоченным «Волжского Судоходного Страхового Товарищества» по страхованию рабочих от несчастных случаев. В Астрахани вступил в партию эсеров, но в июле 1918 г. вышел из неё. После революции жил в Нижнем Новгороде и Саратове. В феврале 1922 г. уехал в Москву, был заведующим музеем П. А. Кропоткина, писал мемуары Умер в Москве 24 февраля 1937 г.
Похоронен на Новодевичьем кладбище (1 уч. 47 ряд).
Жена — Прасковья Фёдоровна (Перл Максимовна) Богораз (1860—1884), народоволец.

## Сочинения
- Шебалин М. П. Летучая типография «Народной воли» в 1883 г. // Былое. 1907. № 1. — С. 272—285.
- Шебалин М. П. Петербургская народовольческая организация в 1882 — 83 годах. // Народовольцы после 1-го марта 1881 года. М.: Издательство Всесоюзного общества политкаторжан и ссыльнопоселенцев, 1928. — С. 40 — 48.
- Шебалин М. П. Киевский процесс 12 народовольцев. // Народовольцы 80-х и 90-х годов. М.: Издательство Всесоюзного общества политкаторжан и ссыльнопоселенцев, 1929. — С. 66 — 80.
- Шебалин М. П. Автобиография. // Деятели СССР и революционного движения в России. Энциклопедический словарь Гранат. М.: «Советская энциклопедия», 1989. — С. 321—324.
- Шебалин М. П. Клочки воспоминаний. М.: Издательство Всесоюзного общества политкаторжан и ссыльнопоселенцев, 1935.